# ليندا هاميلتون
ليندا هاميلتون (بالإنجليزية: Linda Hamilton)‏، (مواليد 26 سبتمبر 1956 -) ممثلة أمريكية شاركت في عدة أفلام سينمائية، وخاصة في فترة الثمانينيات والتسعينيات، ومنها فيلم ذا تيرميناتور وتيرميناتور 2: يوم الحساب والذي مثلت بهم بدور سارة كونور، ومن أشهر أدوارها في الشاشة الصغيرة مسلسل الجميلة والوحش) (1987-1990). كما لعبت دور فيكي في بطولة فيلم الرعب أطفال الذرة. ترشحت لجائزتي غولدن غلوب وجائزة إيمي.

## النشأة
ولدت ليندا هاملتون في سالزبوري بولاية ماريلاند. والد هاملتون هو الطبيب كارول ستانفورد هاملتون، توفي عندما كانت ليندا في الخامسة من عمرها، تزوجت أمها لاحقا من رئيس الشرطة. لدى ليندا شقيقة توأم مطابقة لها اسمها (ليزلي هاملتون جيرن)، ولديها أخت أكبر منها وأخت أصغر منها. قالت إنها نشأت في أسرة مملة للغاية، و«تقرأ الكتب بحرص» خلال أوقات فراغها. ذهبت هاميلتون إلى مدرسة مقاطعة ويكوميكو ومن ثم مدرسة ويكوميكو المتوسطة ومدرسة ويكاميكو الثانوية في سالزبوري، مع توأمها ليزلي. درست لمدة سنتين في كلية واشنطن في تشيسترتاون، ماريلاند قبل الانتقال إلى نيويورك لدراسة التمثيل. قالت هاملتون إن أستاذها بالوكالة في كلية واشنطن أخبرها أنه لا أمل لها في كسب رزقها كممثلة. في نيويورك، حضرت ورشات عمل مع لي ستراسبرغ.

## الحياة الشخصية
تزوجت هاملتون وطلقت مرتين. كان زواجها الأول من عام 1982 إلى عام 1989، من بروس أبوت، والذي تركها عندما كانت حاملاً بإبنها دالتون. في عام 1991، انتقلت للمخرج جيمس كاميرون بعد طلاقه من كاثرين بيغلو. وحظي منها بابنة، جوزفين، ولدت في 15 فبراير 1993. تزوجت هي وكاميرون في عام 1997، ولكن الزواج لم يدم طويلاً، وانتهى بتسوية طلاق بقيمة 50 مليون دولار في عام 1999.

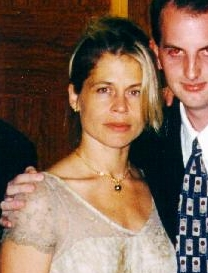
ليندا هاملتون وبروس أبوت في حفلة تيتانيك الخاصة، عام 1997.

وصفت هاملتون نفسها بأنها سياسية ديمقراطية، ولكنها صوتت لصالح المرشح الجمهوري أرنولد شوارزنيجر، في انتخابات حكام الولايات المتحدة عام 2003 بعد أن أقنعته بأن حملته كانت مناسبة لهذا المنصب. وهو النجم المشارك لها في فيلم ذا تيرميناتور.
في ظهور لليندا في برنامج لاري كينغ لايف في أكتوبر 2005، ناقشت ليندا مشاكل اكتئابها واضطرابها ثنائي القطبية، مما أدى إلى تقلبات مزاجية عنيفة وأفكار انتحارية أثناء زواجها من أبوت، مما أدى في النهاية إلى تدمير زواجها. كما ناقشت كيف تلقت العلاج في نهاية المطاف لإدارة هذه الحالة.

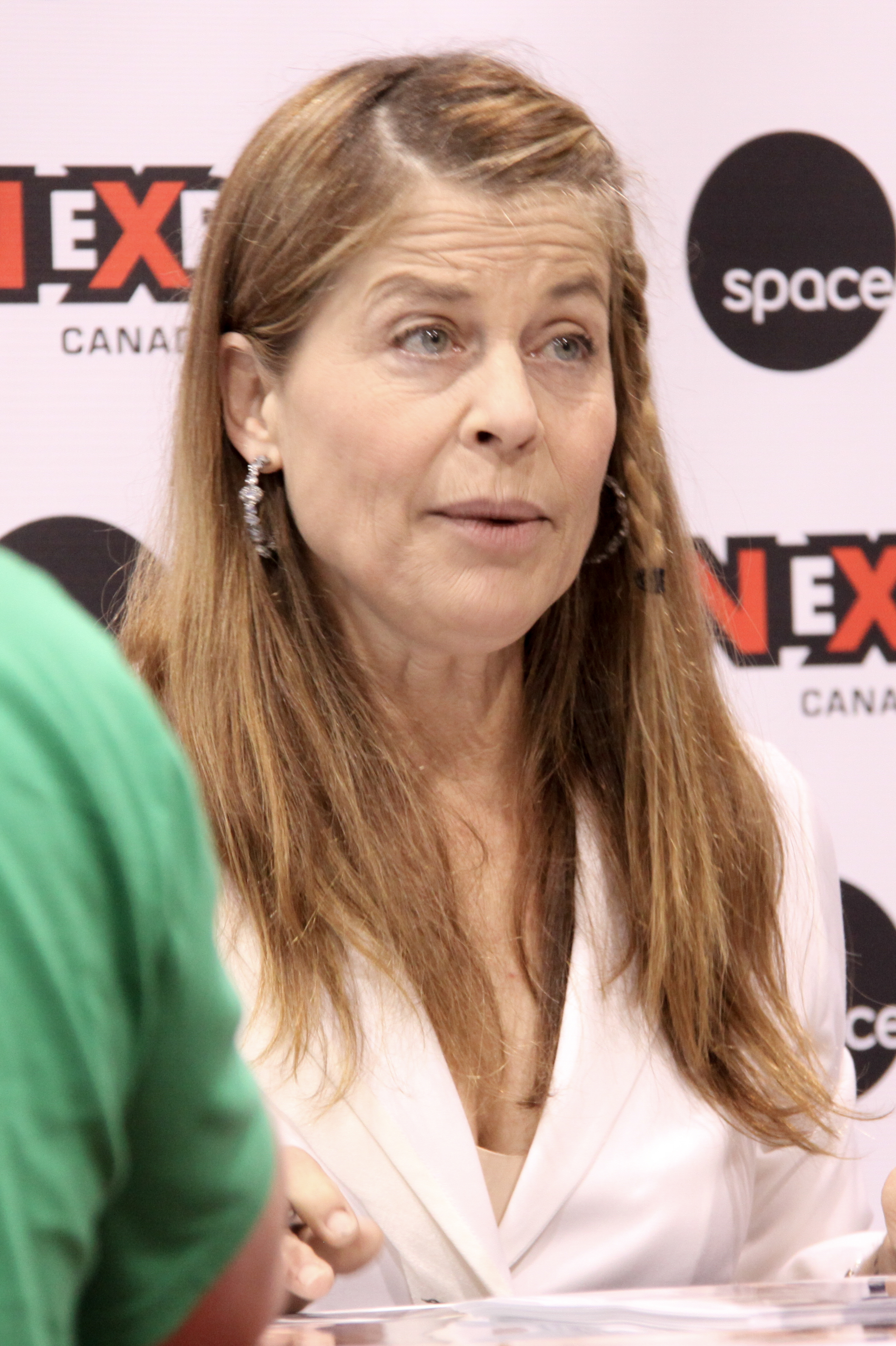
ليندا هاملتون في مؤتمر فان اكسبو كندا في تورونتو عام 2013.

أثناء تصوير فيلم تيرميناتور 2: يوم الحساب، عانت ليندا من ضرر دائم في السمع في إحدى الأذنين عندما أطلقت النار داخل مصعد بدون استخدام سدادات الأذن.

## الحياة المهنية
جاء أول ظهور لليندا في التمثيل في مسلسل تلفزيوني، تلاه عمل دور رئيسي باسم ليزا روجرز في مسلسل دراما اسمه أسرار ميدلاند هايتس والذي عُرِض من كانون الأول / ديسمبر 1980 - كانون الثاني / يناير 1981. كانت أول ظهور لها على الشاشة الكبيرة في فيلم تاغ: لعبة اغتيال (1982)، ونتيجة لذلك تم إدراجها كواحدة من اثنى عشر «ممثلة جديدة واعدة لعام 1982». كما شاركت دور البطولة في الفيلم بلد الذهب (بالإنجليزية: Country Gold)‏، والذي مثلت فيه مع لوني أندرسون وإيرل هوليمان.

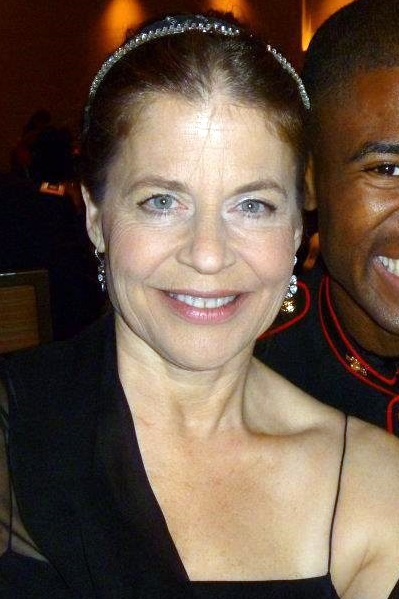
ليندا هاملتون في حفلة ميلاد مارين كوربس، 29 أكتوبر 2011، في ويستليك، تكساس.

لعبت ليندا دورًا قياديًا في فيلم «أطفال الذرة»، والذي مبني على قصة رعب قصيرة كتبها ستيفن كينغ، حقق الفيلم 14 مليون دولار في شباك التذاكر، والذي أُنتقد بشدة من قبل النقاد. كان الدور التالي لليندا في فيلم ذا تيرميناتور، والذي أدت به دور البطولة بجانب مايكل بين، في عام 1984. حقق الفيلم نجاحًا تجاريًا كبيرًا بشكل غير متوقع. بعد فيلم ذا تيرميناتور، قامت ليندا بدور البطولة في فيلم بلاك مون رايزينغ، وهو فيلم من نوع الحركة والإثارة، أدت به دور البطولة مع تومي لي جونز. عادت ليندا بعدها إلى التلفزيون كضيف ضليع في سلسلة جرائم القتل قتل، هي كتبت، وسجلت حينها مراجعات إيجابية. أدت ليندا دور البطولة مع رون بيرلمان في المسلسل التلفزيوني الجميلة والوحش. حظيت السلسلة بإعجاب شديد، وتلقت ترشيحات جائزة إيمي وجائزة غولدن غلوب. غادرت ليندا المسلسل في عام 1989 وانتهى عام 1990.
عادت هاملتون إلى الشاشة الكبيرة مع مايكل كين في مستر ديستني (1990) وتيرميناتور 2: يوم الحساب (1991)، وهو الجزء الثاني لفيلم ذا تيرميناتور. حطم الجزء الثاني شباك التذاكر، وفاز بأكثر من 500 مليون دولار، أكثر من أي فيلم آخر ذلك العام. خضعت ليندا لتدريب جسدي مكثف للتأكيد على تحول الشخصية عن الفيلم الأول. وشقيقتها التوأم المطابقة لها كانت أيضاً في تيرميناتور 2. حازت ليندا على جائزتي إم تي عن دورها في الفيلم، واحدة لأفضل أداء نسائي والأخرى لأفضل أنثى مرغوبة. كررت شخصية سارة كونور في لعبة الفيديو T2 3-D. في عام 1990 تم اختيار ليندا من قبل مجلة بيبول كأحد أكثر 50 شخصًا جمالًا في العالم. بعد نجاح سلسلة تيرميناتور، استضافت في ساترداي نايت لايف.
عادت إلى التلفزيون في فيلم صلاة الأم (1995)، مثلت فيه دور أمًا فقدت زوجها وتشخصت بمرض الإيدز. بالنسبة لأدائها في الفيلم والذي شارك فيه أيضاً كيت نيلجان وبروس ديرن، حصلت ليندا على جائزة CableACE لأفضل أداء درامي ورُشحت لجائزة غولدن غلوب أخرى في عام 1996. وفي نفس العام شاركت ليندا في فيلمين تم إصدارهما في عام 1997، وهما: مؤامرة الظل مع تشارلي شين وفيلم دانتيز بيك مع بيرس بروسنان. تراجع مؤامرة الظل في شباك التذاكر، ولكن بلغت أرباح دانتيز بيك 180 مليون دولار وكان واحد من أكبر النتائج التجارية لهذا العام. حصلت على جائزة القنبلة للترفيه لأفضل أداء إناث لفيلم دانتيز بيك.
وقد ظهرت ليندا منذ ذلك الحين على المسلسل التلفزيوني فرايجر (الموسم 4 حلقة «أود مان أوت» بدور لورا). ووفقا لجيم وقامت بمزيد من المسلسلات التلفزيونية، بما في ذلك على الخط، وارتفاع الروبوتات، ورجال الإنقاذ: قصص الشجاعة: اثنين من الأزواج، وآخر مشاهدة ولون الشجاعة. انضمت ليندا وشريكها في فرقة مسلسل الجميلة والوحش ورون بيرلمان ولم المسلسل شملهما وقاموا بعمل فيلم دراما ما بعد حرب فيتنام وهو مفقود في أمريكا (2005).
في عام 2009 عادت ليندا بدور سارة كونور في تيرميناتور: الخلاص، في عمليات التسجيل الصوتي فقط. في عام 2010 انضمت إلى فريق مسلسل تشاك بدورها المتكرر ماري إليزابيث بارتوسكي، وهي عميلة في وكالة المخابرات المركزية الأمريكية وأم مفقودة منذ فترة طويلة من تشاك وإيلي. كما ظهرت كضيف شرف في برنامج تلفزيوني لشبكة شوتايم التلفزيونية لمسلسل ويدز باعتبارها مورد الماريجوانا للشخصية الرئيسية في العرض (ماري-لويس باركر). في نوفمبر 2011 رويت فيلم وثائقي بعنوان مستقبل الخوف.

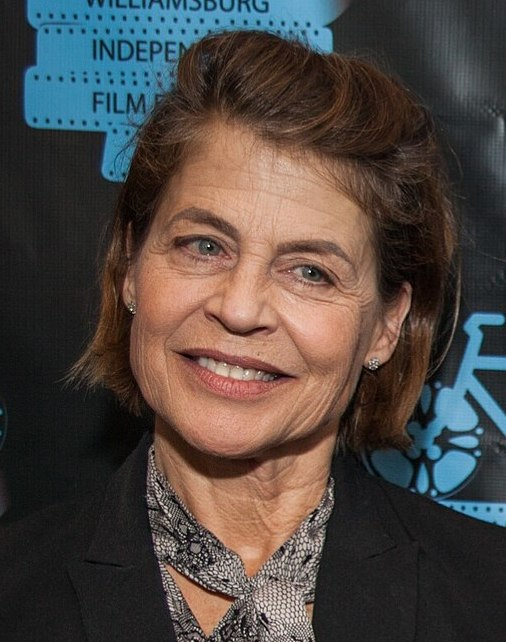
ليندا هاميلتون في حفل جوائز ويلفلم في 17 نوفمبر 2016.

وفي الآونة الأخيرة لعبت هاميلتون دورًا بارزًا في مسلسل فتاة ضائعة ودورًا مرموقًا كضيفة شرف في مسلسل تحد.

## أعمالها
| السنة              | اسم الفيلم                 | مثلت في دور الفيلم              | ملاحظات                                 |
| ------------------ | -------------------------- | ------------------------------- | --------------------------------------- |
| 1982 في الأفلام ‏   | '                          | Susan Swayze                    |                                         |
| 1984 في الأفلام ‏   | أطفال الذرة                | Vicky                           |                                         |
| 1984 في الأفلام ‏   | المبيد                     | سارة كونور (شخصية خيالية)       |                                         |
| 1984 في الأفلام ‏   | The Stone Boy              | Eva Crescent Moon (lady on bus) |                                         |
| 1985 في الأفلام ‏   | Secret Weapons             |                                 |                                         |
| 1986 في الأفلام ‏   | حياة كينج كونج             | Dr. Amy Franklin                |                                         |
| 1986 في الأفلام ‏   | Black Moon Rising          | Nina                            |                                         |
| 1986 في الأفلام ‏   | كتبت جريمة قتل ‏            | Carol McDermott                 | TV Series                               |
| 1987 [الإنجليزية]  | الجميلة والوحش             | Catherine Chandler              | TV Series (1987–89)                     |
| 1988 في الأفلام ‏   | Go Toward The Light        | Claire Madison                  |                                         |
| 1990 في الأفلام ‏   | Mr. Destiny                | Ellen Jane                      |                                         |
| 1991 في الأفلام ‏   | يوم الحساب                 | Sarah Connor                    |                                         |
| 1994 في الأفلام ‏   | Silent Fall                | Karen Rainer                    |                                         |
| 1995 في الأفلام ‏   | Separate Lives             | Lauren Porter/Lena              |                                         |
| 1996 في الأفلام ‏   | T2 3-D: Battle Across Time | Sarah Connor                    | At Universal Studios, Orlando. Narrator |
| 1997 في الأفلام ‏   | دانتيز بيك                 | Mayor Rachel Wando              |                                         |
| 1997 في الأفلام ‏   | Shadow Conspiracy          | Amanda Givens                   |                                         |
| 1997 في الأفلام ‏   | فرايجر (مسلسل)             | Laura                           | TV series (guest star season 4 ‏ Ep 24)  |
| 1998 في الأفلام ‏   | On the Line                | Det. Jean Martin                | TV Movie                                |
| 1998 في الأفلام ‏   | Point Last Seen            | Rachel Harrison                 | TV Movie                                |
| 1999 في الأفلام ‏   | The Secret Life of Girls   | Ruby Sanford                    |                                         |
| 2000 في الأفلام ‏   | Skeletons in the Closet    | Tina Conway                     |                                         |
| 2000 في الأفلام ‏   | Sex & Mrs. X               | Joanna Scott                    | TV Movie                                |
| 2001 في الأفلام ‏   | Bailey's Mistake           | Liz Donovan                     | TV Movie                                |
| 2002 في الأفلام ‏   | Silent Night ‏              | Elisabeth Vincken               | TV Movie                                |
| قائمة أفلام 2003   | Wholey Moses               | Valerie                         | Short                                   |
| قائمة أفلام 2004   | Jonah                      | June                            | Short                                   |
| قائمة أفلام 2004   | A Girl Thing               | Rachel                          |                                         |
| 2005               | Smile                      | Bridget                         |                                         |
| 2005               | Missing in America         | Kate                            |                                         |
| 2005               | The Kid & I                | Susan Mandeville                |                                         |
| 2006 في التلفزيون ‏ | Thief                      | Roselyn Moore                   | TV series (guest-star in two episodes)  |
| 2006 في التلفزيون ‏ | Home by Christmas          | Julie Bedford                   | TV movie                                |
| 2007               | المكسور (فيلم)             | Karen                           |                                         |
| 2009               | Holy Water                 | Cory                            |                                         |
| 2009               | The Line ‏                  | Carol                           | TV series (guest-star in two episodes)  |
| 2009               | المدمر: الخلاص             | Sarah Connor                    | Voice role                              |
| 2010               | ويدز (مسلسل)               | Linda                           |                                         |
| 2010               | DC Showcase: Jonah Hex ‏    | Madame Lorraine                 | Voice role                              |
| 2010               | تشاك                       | Mary Elizabeth Bartowski        |                                         |
| 2013               | Bad Behavior               |                                 |                                         |
| 2013               | Lost Girl                  | طلح                             | 2 Episodes                              |
| 2014               | Air Force One Is Down      | US President Harriet Rowntree   | TV Mini Series                          |
| 2015               | Defiance                   | Pilar McCawly                   | 6 Episodes                              |
| 2015               | A Sunday Horse             | Mrs. Walden                     | Movie                                   |
| 2019               | Terminatore:Dark Fate      | Sara Konor                      |                                         |

## وصلات خارجية
- ليندا هاميلتون على موقع IMDb (الإنجليزية)
- ليندا هاميلتون على موقع روتن توميتوز (الإنجليزية)
- ليندا هاميلتون على موقع ألو سيني (الفرنسية)
- ليندا هاميلتون على موقع تيرنر كلاسيك موفيز (الإنجليزية)
- ليندا هاميلتون على موقع أول موفي (الإنجليزية)
- ليندا هاميلتون على موقع بوكس أوفيس موجو (الإنجليزية)
- ليندا هاميلتون على موقع قاعدة بيانات الأفلام السويدية (السويدية)
- ليندا هاميلتون على موقع إن إن دي بي (الإنجليزية)
- ليندا هاميلتون على موقع قاعدة بيانات الفيلم (الإنجليزية)
- ليندا هاميلتون على موقع كينوبويسك (الروسية)
- ليندا هاميلتون على موقع كينوبويسك (الروسية)
- مقابلة ليندا هاميلتون على برنامج Sidewalks Entertainment
- مقابلة ليندا هاملتون مع لاري كينج